# Port lotniczy Guayaquil
Port lotniczy Guayaquil – międzynarodowy port lotniczy położony 5 km na północ od Guayaquil. Jest on drugim co do wielkości portem lotniczym Ekwadoru. W 2006 obsłużył 2 778 510 pasażerów.

## Linie lotnicze i połączenia
- Aerogal (Baltra, Cuenca, Miami, Quito, San Cristóbal)
- American Airlines (Miami)
- Avianca (Bogotá)
  - VIP Ecuador (Quito, Salinas)
- Copa Airlines (Panama)
- Delta Air Lines (Atlanta)
- Icaro Air (Cuenca, Quito)
- Iberia (Madryt)
- JetBlue Airways (Ft. Lauderdale [od 28 lutego 2019][1])
- KLM (Amsterdam, Bonaire)
- LAN Airlines (Caracas, Miami, Santiago de Chile)
  - LAN Ecuador (Buenos Aires-Ezeiza, Madryt, Miami, Nowy Jork-JFK, Quito)
  - LAN Perú (Lima)
- Santa Barbara Airlines (Caracas, Quito)
- TACA
  - Lacsa (Quito, San José (CR)
  - TACA Peru (Lima)
- TAME (Baltra, Cuenca, Quito, San Cristóbal)